# Frederick G. Payne

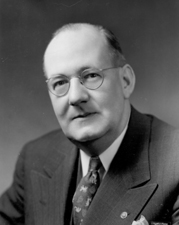
Frederick G. Payne

Frederick George Payne (* 24. Juli 1904 in Lewiston, Maine; † 15. Juni 1978 in Waldoboro, Maine) war ein US-amerikanischer Politiker und von 1949 bis 1952 Gouverneur von Maine. Zwischen 1953 und 1959 vertrat er diesen Bundesstaat als Senator im Kongress.

## Frühe Jahre und politischer Aufstieg
Nach der Grundschule besuchte Payne bis 1925 die Bentley School of Accounting and Finance, wo er Rechnungs- und Haushaltswesen studierte. Danach war er bei verschiedenen Theatergesellschaften in Maine und New Hampshire für deren Finanzen zuständig. Seit 1935 war Payne auch politisch aktiv. In diesem Jahr wurde er zum Bürgermeister von Augusta gewählt. Dieses Amt behielt er bis 1941. Im Jahr 1940 bewarb er sich erfolglos um das Amt des Gouverneurs von Maine. Während des Zweiten Weltkrieges war er bei den Luftstreitkräften der US Army. Dort brachte er es bis 1945 bis zum Oberstleutnant.

## Gouverneur von Maine
Nach dem Ende des Krieges setzte Payne seine politische Laufbahn in Maine fort. Im Jahr 1948 wurde er als Kandidat der Republikanischen Partei zum neuen Gouverneur gewählt. Er trat sein neues Amt am 5. Januar 1949 an und wurde im Jahr 1950 in eine zweite Amtszeit gewählt. In seiner Amtszeit wurde eine zweiprozentige Mehrwertsteuer eingeführt. Die Befugnisse der Kommission zur Weiterentwicklung von Maine (Maine Development Commission) wurden erweitert und die Machtbefugnisse der Regierung gegenüber den untergeordneten Behörden gestärkt. Die Staatsverschuldung wurde abgebaut und in einen Haushaltsüberschuss verwandelt. Allerdings geriet Payne zeitweise auch unter Korruptionsverdacht, jedoch hat ihn ein Untersuchungsausschuss als unschuldig befunden. Am 24. Dezember 1952 trat Payne von seinem Amt zurück, nachdem er in den US-Senat gewählt worden war.

## Weiterer Lebenslauf
Zwischen 1953 und 1959 war Frederick Payne US-Senator im Kongress in Washington, D.C. Sein Wahlkampf um dieses Amt wurde von Howard Hughes finanziert, der mit dem bisherigen Senator und Ex-Gouverneur von Maine, Owen Brewster, in einen politischen Streit verwickelt war und der auf diese Weise Brewsters Karriere im Senat beendete. Bei den Wahlen des Jahres 1958 unterlag Payne dann dem Demokraten Edmund Muskie. Daraufhin schied er aus dem Kongress aus. Danach zog er sich aus der Politik zurück und widmete sich seinen privaten Angelegenheiten. Frederick Payne starb am 15. Juli 1978. Er war mit Ella Hodgdon verheiratet, mit der er zwei Kinder hatte.